# Іклі (Оклахома)
Іклі (англ. Eakly) — місто (англ. town) в США, в окрузі Каддо штату Оклахома. Населення — 293 особи (2020).

## Географія
Іклі розташоване за координатами 35°18′19″ пн. ш. 98°33′22″ зх. д. / 35.30528° пн. ш. 98.55611° зх. д. (35.305400, -98.556062).  За даними Бюро перепису населення США в 2010 році місто мало площу 0,67 км², уся площа — суходіл.

## Демографія
Згідно з переписом 2010 року, у місті мешкало 338 осіб у 119 домогосподарствах у складі 87 родин. Густота населення становила 508 осіб/км².  Було 140 помешкань (210/км²).
Расовий склад населення:
| - 75,4 % — білих - 3,3 % — корінних американців - 18,3 % — осіб інших рас |

До двох чи більше рас належало 3,0 %. Частка іспаномовних становила 33,4 % від усіх жителів.
За віковим діапазоном населення розподілялося таким чином: 34,0 % — особи молодші 18 років, 50,3 % — особи у віці 18—64 років, 15,7 % — особи у віці 65 років та старші. Медіана віку мешканця становила 31,0 року. На 100 осіб жіночої статі у місті припадало 95,4 чоловіків;  на 100 жінок у віці від 18 років та старших — 87,4 чоловіків також старших 18 років.
Середній дохід на одне домашнє господарство  становив 41 024 долари США (медіана — 31 042), а середній дохід на одну сім'ю — 44 727 доларів (медіана — 32 500). Медіана доходів становила 37 083 долари для чоловіків та 23 125 доларів для жінок. За межею бідності перебувало 30,5 % осіб, у тому числі 45,9 % дітей у віці до 18 років та 7,2 % осіб у віці 65 років та старших.
Цивільне працевлаштоване населення становило 127 осіб. Основні галузі зайнятості: сільське господарство, лісництво, риболовля — 35,4 %, транспорт — 13,4 %, роздрібна торгівля — 12,6 %.